# Β-胡萝卜素
β-胡蘿蔔素（β-carotene）是胡萝卜素异构体之一，属于類胡蘿蔔素，也是维生素A的前体，及自然界中最普遍存在的最稳定的天然色素。
β-胡蘿蔔素廣泛存在於植物的葉、花、根中。它屬於多烯烃類，所有雙鍵都參與共軛，其名稱中的β-標記即由環中雙鍵的共軛位置而得来。

## 性质
纯品为深红色或暗红色、有光泽的斜方六面体或结晶状粉末。几乎不溶于水、无机酸、无机碱、甘油、丙二醇，微溶于甲醇、乙醇、环己烷，溶于石油醚、乙醚、油类，易溶于二硫化碳、丙酮、苯、氯仿。稀溶液呈黄色。对光、热不稳定。易被空气氧化为无生理活性的物质。封存于安瓿中，避光贮存于−20℃处。在植物中基本上总是与叶绿素共同存在。

## 制取
主要生產方式有三種，從天然植物中提取、發酵法或通過化学反應合成。
化学合成法历经中间体3,8-二甲基-3,5,7-癸三烯-1,9-二炔（C12）及4-(2,6,6-三甲基-1-环己烯-1-基)-2-甲基-2-丁烯-1-醛（C14）。
工业品一般制成β-胡萝卜素的食用油脂溶液或乳化液、悬浮液及可分散于水的粉末。为提高其稳定性，可添加抗氧剂、分散剂、乳化剂，并可含有不同的比例的顺反异构体。
生物合成以异戊二烯焦磷酸为原料，经过二甲烯丙基焦磷酸、牻牛儿焦磷酸、法尼基焦磷酸、牻牛儿牻牛儿焦磷酸、八氢番茄红素和番茄红素中间体。

## 历史
1831年首先由Wackenroder分离出来。1907年时Willstätter和Mieg算出了β-胡蘿蔔素的實驗式為 C40H56 1919年Steenbock提出β-胡蘿蔔素與維生素A之間可能存在聯繫，提出維生素原這個概念。1930～1931年化学家保羅·卡勒首先推斷出β-胡蘿蔔素的分子結構。这是第一个被推断出结构的维生素或维生素原分子，因此Karrer后来获得了1937年的诺贝尔奖。
1950年卡勒和Eugster， Inhoffen等人， 和Milas等 完成了它的首次全合成。1954年羅氏公司開始了β-胡蘿蔔素的工業生產。80年代早期，提出它可能有預防癌症的作用，從而進一步研究，發現了它有抗氧化劑的功效。

## 用途
用作营养增补剂和食品色素。在体内是维生素A的合成前体，在肝、大肠中酶催化下分解成两分子维生素A，故也称维生素A原、前维生素A。由于人体选择性地把β-胡萝卜素的分子一分为二转化为维生素A，因此β-胡萝卜素摄入过量并不会造成维生素A过多症。
β-胡萝卜素摄食过度会造成胡萝卜素沉著症（carotenodermia）。它对人体无害，但会表现为皮肤的橙色色素沉著。
2008年的研究发现，长期的β-胡萝卜素摄食过度会增加吸烟者得肺癌的机率。